# Africada alveopalatal sonora
La africada alveopalatal sonora ([d̠ʑ] en el AFI, aunque también admite ser escrito como [ɟʑ]) es un tipo de consonante africada que se usa en varios idiomas, entre ellos lenguas del noreste europeo y de la mayor parte de Oriente, especialmente en la región del Tíbet e Indochina. Comienza con una oclusiva alveolar sonora ([d]), y se libera como una fricativa alveolo-palatal sonora ([ʑ]). Es complementaria sonora de la africada alveopalatal sorda ([t͡ɕ]).

## Características
Sus características son las siguientes:
- Es una africada sibilante, lo que significa que el flujo de aire se suprime en su totalidad, para luego liberarse por un canal formado por la lengua, que dirige el chorro de aire a los bordes de los dientes, lo que causa una turbulencia alta.
- Su punto de articulación es alveolo-palatal, lo que significa que la lengua se apoya entre la cresta alveolar y el paladar, esto es, que se posiciona en el punto postalveolar; la lengua contacta por la parte laminar.
- Su modo de fonación es sonora, lo que significa que las cuerdas vocales vibran en el proceso de articulación.
- Es una consonante oral, lo que significa que el aire sólo escapa por la boca.
- Es una consonante central, lo que significa que el aire escapa cuando la lámina de la lengua se separa de la zona postalveolar, esto es, que no escapa por los lados de la lengua.
- Su método de expulsión de aire es pulmonar, como la mayoría de sonidos.

## Ejemplos
| Lenguas     | Palabras       | AFI         | Significado         | Notas |
| ----------- | -------------- | ----------- | ------------------- | ----- |
| Bengalí     | যখন            | [d͡ʑɔkʰon]   | cuando              |       |
| Catalán     | metge          | [ˈmedd͡ʑə]   | médico, doctor      |       |
| Chino       | 日 / ji̍t       | [d͡ʑit̚˧ʔ]    | sol                 |       |
| Irlandés    | Dia            | [d͡ʑiə]      | dios                |       |
| Japonés     | 知人 / chi'jin | [t͡ɕid͡ʑĩɴ]   | [ente] conocido     |       |
| Coreano     | 편지 / pyeonji | [pʰjɘːnd͡ʑi] | letra               |       |
| Polaco      | dźwięk         | [d͡ʑvjɛŋk]   | sonido              |       |
| Rumano      | des            | [d͡ʑes]      | frecuente           |       |
| Ruso        | дочь бы        | [ˈd̪o̞d͡ʑ bɨ]  | [la] hija habría... |       |
| Serbocroata | ђаво / đavo    | [d͡ʑâ̠ʋo̞ː]    | demonio             |       |
| Nuosu       | ꐚ / jji       | [d͡ʑi˧]      | abeja               |       |

Al igual que la africada alveopalatal sorda, también se usa en el dialecto valenciano del catalán, y en el Cáucaso central, así como en Uzbekistán.